# Cherry Tree (Pensilvania)
Cherry Tree es un borough ubicado en el condado de Indiana en el estado estadounidense de Pensilvania. En el año 2000 tenía una población de 443 habitantes y una densidad poblacional de 1,000 personas por km².

## Geografía
Cherry Tree se encuentra ubicado en las coordenadas 40°43′35″N 78°48′27″O / 40.72639, -78.80750.

## Demografía
Según la Oficina del Censo en 2000 los ingresos medios por hogar en la localidad eran de $30,625 y los ingresos medios por familia eran $38,585. Los hombres tenían unos ingresos medios de $32,563 frente a los $22,049 para las mujeres. La renta per cápita para la localidad era de $16,771. Alrededor del 11.2% de la población estaba por debajo del umbral de pobreza.